# 寿夢
寿夢（じゅぼう）は、春秋時代の呉の初代の王。姓は姫。名は乗。去斉の子。

## 生涯
紀元前586年、父の去斉が死去すると跡を継いだ。寿夢の時期に呉は強大となり、彼が初めて王を名乗った。
寿夢には4人の子がおり、それぞれ諸樊・余祭・余昧・季札といった。死に際し、寿夢は兄弟の中で最も優秀な末子の季札に跡を継がせようと考えたが、季札は兄たちに遠慮してこれを辞退した。そのため、寿夢の死後は王位を兄弟間で順番に継承する方式を採った。